# Goniastrea pectinata
Goniastrea pectinata là một loài san hô trong họ Faviidae. Loài này được Ehrenberg mô tả khoa học năm 1834.